# أكسيد البزموت
أكسيد البزموت مركب كيميائي له الصيغة Bi2O3 ، ويكون على شكل مسحوق بلوري أصفر، كثيف، عديم الرائحة والتسيل.

## الخواص
- لا ينحل مركب أكسيد البزموت في الماء ،ولا في المحلات العضوية، ولا في القلويات، لكنه ينحل في الحموض المعدنية.
- بالتسخين يتحول لون مركب أكسيد البزموت من الأصفر إلى الأحمر البني.

## التحضير
يحضر مركب أكسيد البزموت بعدة طرق، منها حرق البزموت في أوكسجين الهواء.
كما يحضر من تسخين نترات البزموت فوق 500°س.
طريقة أخرى للتحضير تعتمد على هيدروكسيد البزموت، الذي ينشأ كراسب أبيض متكتل عند معالجة أملاح البزموت بالقلويات حسب المعادلة
بالتسخين فوق 100°س
بمتابعة التسخين

## الاستخدامات
يستخدم مركب أكسيد البزموت في تصنيع العدسات.